# Brian Clough Trophy
Il Brian Clough Trophy è un trofeo che viene assegnato periodicamente alla squadra di calcio vincente nelle partite tra Derby County e Nottingham Forest, le due compagini che danno vita all'East Midlands Derby.
Il trofeo è stato istituito nel 2007 in onore di Brian Clough, allenatore che ebbe grande successo con entrambi i club tra gli anni sessanta e settanta.

## Storia
Derby County e Nottingham Forest sono due squadre di calcio che distano circa trenta chilometri l'uno dall'altro e danno vita all'East Midlands Derby; i due club hanno avuto lo stesso allenatore, Brian Clough, durante i loro rispettivi migliori periodi della storia. Clough ha allenato il Derby County dal 1967 al 1973, vincendo la First Division e la Texaco Cup, mentre è stato alla guida del Nottingham Forest dal 1975 al 1993, vincendo la First Division, il Charity Shield, la League Cup, la Champions League e la Supercoppa UEFA.
Brian Clough si ritirò dal mondo del calcio nel 1993 e non allenò più nessuna squadra fino alla sua morte, avvenuta nel 2004. All'inizio del 2007 la vedova di Clough, Barbara Glasgow, e il figlio Nigel decisero di istituire un trofeo da mettere in palio tra le due squadre con cui Clough ebbe più successo in carriera.

## Regolamento
Il trofeo non viene messo in palio con cadenza regolare, ma ogni qual volta le due squadre si incontrano in partite ufficiali; la gara inaugurale, giocatasi il 31 luglio 2007, fu invece un'amichevole pre-campionato il cui ricavato andò interamente in beneficenza.

## Risultati

### 2007–2008
| Arbitro: | ? |

|                       |           |  |
| McEveley 6’ Fagan 16’ | Marcatori |  |

### 2008–2009
| Arbitro: | Stuart Attwell |

|           |           |                                |
| Villa 65’ | Marcatori | 55’ (aut.) Villa · 74’ McGugan |

| Arbitro: | Howard Webb |

|           |           |              |
| Hulse 36’ | Marcatori | 64’ Earnshaw |

| Arbitro: | Chris Foy |

|                           |           |                                 |
| Cohen 1’ Tyson 13’ (rig.) | Marcatori | 27’ Hulse 60’ Green 74’ Commons |

| Arbitro: | Andre Marriner |

|              |           |                                         |
| Earnshaw 87’ | Marcatori | 5’ Nyatanga 47’ Hulse 67’ (rig.) Davies |

### 2009–2010
| Arbitro: | Martin Atkinson |

|                                      |           |                                 |
| Majewski 1’ Blackstock 28’ Tyson 43’ | Marcatori | 51’ (aut.) Morgan 62’ Livermore |

| Arbitro: | Neil Swarbrick |

|           |           |  |
| Hulse 78’ | Marcatori |  |

### 2010–2011
| Arbitro: | Anthony Bates |

|                                             |           |                       |
| Chambers 2’ Tudgay 24’ 45’ Earnshaw 53’ 90’ | Marcatori | 14’ Moore 55’ Commons |

| Arbitro: | Graham Sailsbury |

|                       |           |                     |
| Dean Moxey 67’, 90+2’ | Marcatori | 79’ Robert Earnshaw |

### 2011–2012
| Arbitro: | Scott Mathieson |

|                |           |                                       |
| Reid 5’ (rig.) | Marcatori | 2’ Fielding · 29’ Ward · 72’ Hendrick |

| Arbitro: | Andy D'Urso |

|               |           |                 |
| Buxton 90'+4’ | Marcatori | 64’, 90’ Tudgay |

### 2012–2013
| Arbitro: | Robert Madley |

|                |           |            |
| Blackstock 46’ | Marcatori | 55’ Bryson |

| Arbitro: | Mark Clattenburg |

|          |           |           |
| Ward 52’ | Marcatori | 31’ Cohen |

### 2013–2014
| Arbitro: | Simon Hooper |

|           |           |                |
| Hobbs 41’ | Marcatori | 11’, 77’ Keogh |

| Arbitro: | Michael Naylor |

|                                                   |           |  |
| Bryson 6’ 32’ 69’ (rig.) Hendrick 37’ Russell 54’ | Marcatori |  |

### 2014–2015
| Arbitro: | Paul Tierney |

|                  |           |                               |
| Assombalonga 72’ | Marcatori | 80’ Shotton · 57’, 87’ Buxton |

| Arbitro: | Andy Madley |

|                     |           |                                |
| Lansbury 16’ (aut.) | Marcatori | 75’ Assombalonga 90'+1’ Osborn |

### 2015–2016
| Arbitro: | Simon Hooper |

|             |           |  |
| Oliveira 5’ | Marcatori |  |

| Arbitro: | Keith Stroud |

|            |           |  |
| Olsson 78’ | Marcatori |  |

## Statistiche
Vittorie Derby County: 11
Vittorie Nottingham Forest: 10
Pareggi: 11